# Мроча
Мроча (пољ. Mrocza) град је у Пољској у Војводству кујавско-поморском. По подацима из 2012. године број становника у месту је био 4390.

## Становништво
| 2012. |
| ----- |
| 4.390 |